# Ояпокі
Ояпокі (порт. Oiapoque) — місто у однойменному регіоні бразильського штату Амапа (Північ штату Амапа). Населення — 27906 мешканців (оцінка на 2020 рік), площа — 22,625 км². Розташоване на правому березі річки Ояпок на кордоні з Французькою Гвіаною (громада Сен-Жорж-де-л'Ояпок).

## Рання історія
Вважається, що річку Ояпок відкрив Вісенте Яньєс Пінсон у перші роки 16 століття. Її називали Япок, Япок, Іапок і навіть річка Вісенте Пінсон. Офіційна назва Ояпок стала використовуватися з 1900 року, коли територіальна суперечка між Бразилією та Францією була вирішена за допомогою швейцарського дипломатичного арбітражу.

## Клівлендія
На початку 20 століття в селі Ояпок знаходився політичний і кримінальний концентраційний табір під назвою Клівлендія (Clevelândia). У 1922 році сільськогосподарський форпост під назвою Núcleo Colonial Cleveland був перетворений на табір під час президентства Артура Бернардеса (1922-1926). Багато бразильських анархістських бойовиків було засуджено тут до каторжних робіт. З 946 в'язнів, інтернованих у Клівленді з 1924 по 1927 рік, 491 помер. Багато з тих, що вижили, повернулися до Сан-Паулу і Ріо-де-Жанейро назавжди хворими на малярію.

## Клімат
Місто знаходиться у зоні, котра характеризується вологим тропічним кліматом. Найтепліший місяць — серпень із середньою температурою 26.1 °C (79 °F). Найхолодніший місяць — лютий, із середньою температурою 24.4 °С (76 °F).
| Клімат Ояпокі           | Клімат Ояпокі | Клімат Ояпокі | Клімат Ояпокі | Клімат Ояпокі | Клімат Ояпокі | Клімат Ояпокі | Клімат Ояпокі | Клімат Ояпокі | Клімат Ояпокі | Клімат Ояпокі | Клімат Ояпокі | Клімат Ояпокі | Клімат Ояпокі |
| Показник                | Січ.          | Лют.          | Бер.          | Квіт.         | Трав.         | Черв.         | Лип.          | Серп.         | Вер.          | Жовт.         | Лист.         | Груд.         | Рік           |
| Абсолютний максимум, °C | 32            | 31            | 32            | 31            | 32            | 32            | 32            | 33            | 33            | 35            | 35            | 33            | 35            |
| Середній максимум, °C   | 29            | 28            | 30            | 28            | 29            | 30            | 31            | 32            | 32            | 33            | 32            | 30            | 30            |
| Середня температура, °C | 25            | 24            | 25            | 24            | 25            | 25            | 25            | 26            | 26            | 25            | 25            | 25            | 25            |
| Середній мінімум, °C    | 21            | 21            | 21            | 21            | 21            | 21            | 20            | 20            | 20            | 18            | 19            | 20            | 20            |
| Абсолютний мінімум, °C  | 17            | 17            | 18            | 18            | 19            | 17            | 17            | 17            | 13            | 16            | 15            | 17            | 13            |
| Норма опадів, мм        | 370           | 320           | 270           | 570           | 510           | 330           | 210           | 90            | 50            | 10            | 120           | 240           | 3140          |
| Днів з дощем            | 22            | 20            | 16            | 22            | 24            | 19            | 15            | 5             | 4             | 1             | 9             | 14            | 174           |
| Вологість повітря, %    | 92            | 93            | 90            | 92            | 92            | 92            | 89            | 84            | 83            | 81            | 84            | 89            | 88            |
| ----------------------- | ------------- | ------------- | ------------- | ------------- | ------------- | ------------- | ------------- | ------------- | ------------- | ------------- | ------------- | ------------- | ------------- |
| Джерело: Weatherbase    |               |               |               |               |               |               |               |               |               |               |               |               |               |